# Notorious (album, Duran Duran)
Notorious je čtvrté studiové album anglické rock-popové skupiny Duran Duran. Vydáno bylo v listopadu 1986. LP vyšlo v licenci i v Československu ve vydavatelství Opus.

## Seznam skladeb
1. Notorious – 4:18
2. American Science – 4:43
3. Skin Trade – 5:58
4. A Matter of Feeling – 5:56
5. Hold Me – 4:31
6. Vertigo (Do the Demolition) – 4:45
7. So Misled – 4:04
8. Meet El Presidente – 4:20
9. Winter Marches On – 3:25
10. Proposition – 4:56

## Umístění v hitparádách
- UK – No.16
- USA – No.8
- Švédsko – No.8
- Norsko – No.8
- Švýcarsko – No.19
- Rakousko – No.20
- Německo – No.22

## Singly
- Notorious
- Skin Trade
- Meet El Presidente